# 大圣伯纳德旅舍

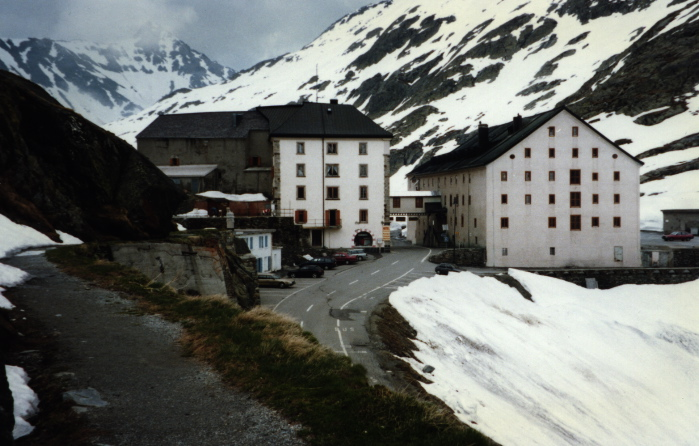

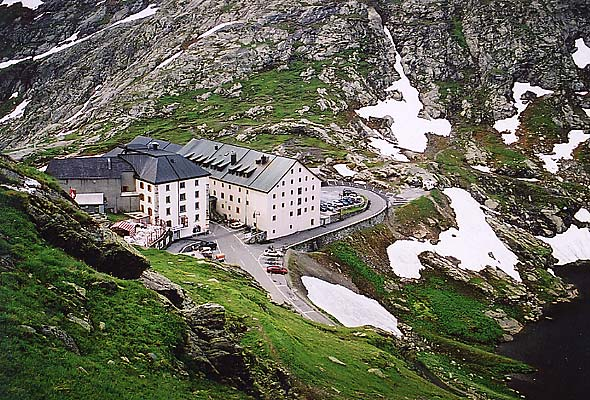

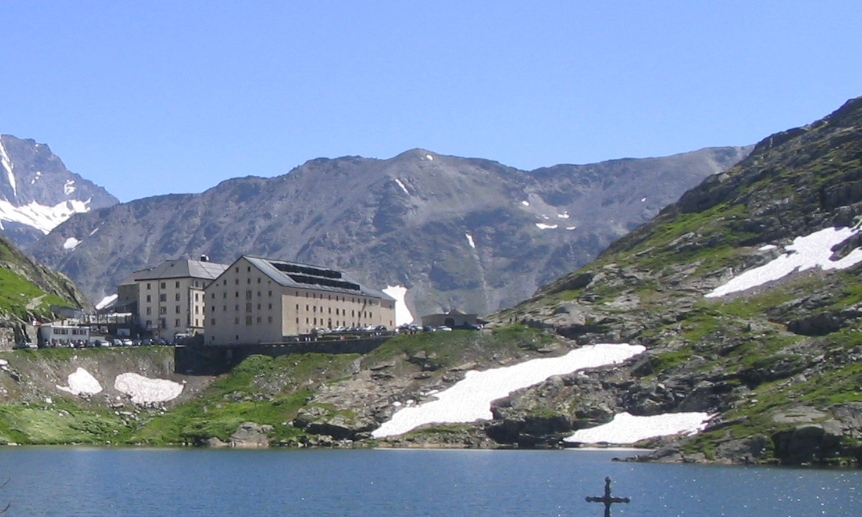

大圣伯纳德旅舍（義大利語：Ospizio del Gran San Bernardo）是瑞士的一座旅舍，位于跨越阿尔卑斯山的大圣伯纳德山口，海拔2469米，南面距离意大利边境只有数百米。

## 历史
第一个旅舍或修道院建于9世纪，在圣皮埃尔堡，约在812-820年第一次见于记载。在10世纪中叶，大概在940年，旅舍被入侵的撒拉森人摧毁，当时他们也占领了圣莫里斯。1050年左右，奥斯塔的总执事圣伯尔纳铎经常看到前来的旅行者感到恐惧和苦恼，于是他决定结束该地区的山地抢劫。有鉴于此，他在山口上建立了旅舍，后来山口就以他的名字命名（最初以圣尼各老命名）。教会的第一次文字记载是1125年的文件。旅舍由锡永主教管辖，从而解释了为什么整个山口现在都在瑞士境内。

## 纪念
1800年6月，拿破仑·波拿巴下令在旅舍为在马伦哥战役中阵亡的路易·德賽建造一座宏伟的坟墓，尽管德赛并未穿越阿尔卑斯山进行后备军事动员。1800至1805年，他的遗体安葬在米兰，迁葬来旅舍时，由路易-亚历山大·贝尔蒂埃代表皇帝出席。1829年，在小堂里安立的雕塑被移走，因此德赛现在是匿名地躺在一个供奉聖女傅天娜的祭坛下面。

## 流行文化
查尔斯·狄更斯1857年的小说《小杜丽》中有一章描写了这个修道院，写到一些寒冷的旅行者和他们的骡子在此过夜，而在停尸房里，是神父们从山上找到的冻死的不明尸体。书中还提到修士们养的狗。狄更斯在1846年参观了这个地方，看到了停尸房，在1846年9月6日给朋友约翰·福斯特的信中进行了描述。